# Малая Юра
Малая Юра — река в России, протекает в Холмогорском районе Архангельской области. Длина реки составляет 58 км.
Начинается из безымянного озера, лежащего среди болота глубиной более 2 метров на высоте 111,5 метра над уровнем моря. От истока течёт на запад, вблизи озера Малое Кассозеро поворачивает на юг и течёт среди елово-берёзовой тайги. Устье реки находится в 0,3 км по левому берегу реки Большая Юра. Скорость течения воды вблизи устья — 0,2 м/с.
Основные притоки — Нюгус (лв), Чарус (лв), Шунашара (лв), Чёрная Речка (пр), Берёзовка (лв), Сосновый (лв).

## Данные водного реестра
По данным государственного водного реестра России относится к Двинско-Печорскому бассейновому округу, водохозяйственный участок реки — Северная Двина от впадения реки Вага и до устья, без реки Пинега, речной подбассейн реки — Северная Двина ниже места слияния Вычегды и Малой Северной Двины. Речной бассейн реки — Северная Двина.
Код объекта в государственном водном реестре — 03020300412103000039159.